# Echaporã
Echaporã là một đô thị ở bang São Paulo của Brasil. Đô thị này nằm ở vĩ độ 22°25'46" độ vĩ nam và kinh độ 50°12'02" độ vĩ tây, trên khu vực có độ cao 700 m. Dân số năm 2005 ước tính 7.146 người.
Đô thị này có diện tích 514,587 km².

## Thông tin nhân khẩu
Dữ liệu điều tra – 2000
Tổng dân số: 6.827
- Dân số thành thị: 5.186
- Dân số nông thôn: 1.641
  - Nam giới: 3.409
  - Nữ giới: 3.418

Mật độ dân số (người/km²): 13,27
Tỷ lệ tử vong trẻ sơ sinh dưới 1 tuổi (trên một triệu người): 12,88
Tuổi thọ bình quân (tuổi): 72,90
Tỷ lệ sinh (số trẻ trên mỗi bà mẹ): 2,78
Tỷ lệ biết đọc biết viết: 87,12%
Chỉ số phát triển con người (HDI-M): 0,780
- Chỉ số phát triển con người - Thu nhập: 0,684
- Chỉ số phát triển con người - Tuổi thọ: 0,798
- Chỉ số phát triển con người - Giáo dục: 0,857

(Nguồn: IPEADATA)